# Тертерян, Виген
Виген Тертерян (арм. Վիգեն Տերտերյան, перс. ویگن دِردِریان‎, англ. Viguen Derderian, также известный как Виген, арм. Վիգեն, перс. ویگن‎, англ. Viguen; 23 ноября 1929, Хамадан, Иран — 26 октября 2003, Калифорния, США) — иранский певец джазовой и поп-музыки и киноактёр армянского происхождения.
Известный как «Султан поп-музыки» и «Султан персидского джаза», являлся первой иранской поп-звездой мужского пола и одним из первых иранских артистов, выступавших с гитарой.
Он представил западную поп-музыку стране, где до этого доминировали традиционные певцы, положив начало эпохе, которая совпала с появлением вестернизированного среднего класса.
Как и многим другим иранским артистам, ему пришлось покинуть страну после исламской революции 1979 года, запретившей поп-музыку.

## Биография
Виген родился в относительно бедной семье в западно-иранском городе Хамадан. Воспитывался старшим братом после того, как его отец умер, когда ему было 7 лет.
К 1951 году Виген получил свою первую работу — выступал в кафе «Шемиран». Однажды вечером его услышал национальный радиопродюсер, в результате чего его первая песня «Лунный свет» была показана по Тегеранскому радио и мгновенно стала хитом. За его долгую карьеру последовало более 600 песен. Некоторые из них, такие как Red Rose, Rival, Rain, стали классическими популярными иранскими песнями.
Проживая в Калифорнии последние 25 лет, Виген продолжал выступать с концертами и гастролировать, в том числе по Европе и записывать новые альбомы. В феврале 2001 года он отпраздновал 50-летие своей карьеры в Hollywood Palladium в Лос-Анджелесе.
Несмотря на официальный запрет в Иране, его альбомы продолжали доходить до миллионов поклонников через чёрный рынок. Некоторые люди ездили в соседние страны, чтобы увидеть его выступление. Его последним желанием было вернуться домой и выступить перед огромной публикой в Иране и одна из его последних песен People’s Entertainer выразила это желание.
Он пел как на персидском, так и на армянском языках, а на пике своей популярности снялся в 6 фильмах. Виген покинул Иран незадолго до революции 1979 года; ему так и не разрешили вернуться. Тем временем новый исламский режим запретил поп-музыку в целом и его песни в частности.